# グラム・ハミス
グラム・ハミス（Ghulam Khamis、生年不明 - 2008年11月17日）は、オマーンのサッカー選手。ポジションはフォワード。
1980年代にオマーン代表に選ばれていた選手で、1984年のオマーンのマスカットで開催されたガルフカップではイラクのフセイン・サイードとともに最優秀選手に選ばれている。2008年には北京オリンピックの聖火リレーのランナーを務め、マスカット市内で聖火を運んだ。同じ年の11月17日、訪れていたタイのバンコクで44歳で亡くなった。